# ブライアン・ジョンソン (特殊効果)
ブライアン・ジョンソン（Brian Johnson、1940年 - ）は、テレビや映画でのSFX (特殊効果)を担当する専門家で、イングランドサリー出身。

## 人物
テレビシリーズ『サンダーバード』、映画『2001年宇宙の旅』、テレビシリーズ『スペース1999』、映画『エイリアン』、『エイリアン2』、『スター・ウォーズ エピソード5/帝国の逆襲』などの特殊効果を担当した。
『スペース1999』(1975年 - 1977年)でジョンソンが作り出した感覚が、一連の『スター・ウォーズ』シリーズにつながっている。ジョージ・ルーカスは、『スター・ウォーズ』シリーズの制作過程でジョンソンの仕事に感銘を受け、自らジョンソンを訪問して特殊効果の監修を依頼したが、『スペース1999』の2年目の契約があったジョンソンはこの申し出を断った。ジョンソンは後に、『スター・ウォーズ エピソード5/帝国の逆襲』(1980年)で特殊効果を担当し、アカデミー特別業績賞(視覚効果)を受賞した。

## 受賞
ジョンソンは、『エイリアン』(1979年)でアカデミー視覚効果賞、『スター・ウォーズ エピソード5/帝国の逆襲』(1980年)でアカデミー特別業績賞を受賞している。ジョンソンは『ドラゴンスレイヤー』(1981年)でも、アカデミー賞にノミネートされている。
『エイリアン2』(1986年)でジョンソンは特殊効果監修を務め、この作品はアカデミー視覚効果賞を受賞したが、ジョンソンは受賞者とはならなかった。ただし、この作品が特殊効果賞を受賞した英国アカデミー賞では、ジョンソンも受賞者となっている。

## フィルモグラフィ

### 特殊効果
1. 宇宙からの侵略生物 Quatermass 2 (1957年) (特殊効果助手) (クレジットなし)
2. 吸血鬼の接吻 The Kiss of the Vampire (1963年) (特殊効果助手) (クレジットなし)
3. 2001年宇宙の旅 2001: A Space Odyssey (1968年) (特殊効果助手) (クレジットなし)
4. 宇宙船02(ゼロツー) Moon Zero Two (1969年) (特殊効果助手) (クレジットなし)
5. ドラキュラ血の味 Taste the Blood of Dracula (1970年) (特殊効果) (Brian Johncock 名義)
6. 恐竜時代 When Dinosaurs Ruled the Earth (1970年) (特殊効果) (Brian Johncock 名義)
7. Into Infinity (1975年) テレビ特番 (特殊効果デザイナー)
8. 恐怖の魔力/メドゥーサ・タッチ The Medusa Touch (1978年) (特殊効果監修)
9. スペース1999 Space: 1999 (1975年 - 1978年) (特殊効果/特殊効果監督/特殊効果デザイナー)
10. ピンク・パンサー4 Revenge of the Pink Panther (1978年) (特殊効果)
11. エイリアン Alien (1979年) (特殊効果監修) - アカデミー視覚効果賞受賞
12. スター・ウォーズ エピソード5/帝国の逆襲 Star Wars Episode V: The Empire Strikes Back (1980年) (特殊効果) - アカデミー特別業績賞(視覚効果)受賞
13. ドラゴンスレイヤー Dragonslayer(1981年) (特殊効果)
14. ペンザンスの海賊 The Pirates of Penzance (1983年) (特殊効果監修)
15. ネバーエンディング・ストーリー The NeverEnding Story (1984年) (特殊効果監督)
16. スパイ・ライク・アス Spies Like Us (1985年) (特殊効果監修)
17. エイリアン2 Aliens (1986年) (特殊効果監修) - 作品はアカデミー視覚効果賞を受賞したが、ジョンソンは受賞者となっていない。
18. Slipstream (1989年) (特殊効果)
19. スペース・トラッカー Space Truckers (1996年) (特殊効果監修)
20. ドラゴンハート Dragonheart (1996年) (マイクロライト・コーディネータ)

### 監督
1. Scragg 'n' Bones (2006年)